# Jeppe Simonsen
Jeppe Friborg Simonsen (Kolding, Dinamarca, 21 de noviembre de 1995) es un futbolista profesional danés-haitiano que juega como defensa en el club SønderjyskE de la Superliga de Dinamarca. Es internacional con la selección nacional de Haití.

## Clubes

### SønderjyskE
A la edad de 19 años, Simonsen fue ascendido a la plantilla del primer equipo en enero de 2015. También firmó un nuevo contrato de 3 años con SønderjyskE en enero de 2015.
Simonsen debutó con SønderjyskE el 27 de julio de 2014. Comenzó en el banquillo, pero sustituyó a Silas Songani en el minuto 74 en el empate 1-1 ante el Esbjerg fB en la Superliga danesa.
El 18 de septiembre de 2015, Simonsen anotó su primer gol oficial con el SønderjyskE, que se convirtió en el gol de la victoria. Entró en el campo en el minuto 75 sustituyendo a Andreas Oggesen, y marcó el resultado final, 2-1, en el minuto 86.
El 1 de febrero de 2018, Simonsen extendió su contrato hasta el verano de 2021.

#### Préstamo a HB Køge
En el verano de 2016, Simonsen fue cedido al club danés de 1ª División HB Køge hasta las vacaciones de invierno. El 21 de diciembre de 2016, HB Køge anunció que no quería quedarse con el delantero porque buscaba una máquina de gol. Jugó 19 partidos de liga anotando 2 goles, antes de regresar a SønderjyskE.

### Podbeskidzie
El 1 de febrero de 2022, Simonsen firmó un contrato de dos años y medio con el Podbeskidzie Bielsko-Biała de la segunda división polaca.

## Selección nacional
Nacido en Dinamarca, Simonsen es de ascendencia haitiana. Sus padres biológicos son de Haití, pero fue adoptado a una edad temprana por una familia danesa. Siendo internacional juvenil con Dinamarca, debutó con la selección nacional de Haití en una victoria por 10-0 en la clasificación para la Copa Mundial de la FIFA 2022 sobre Islas Turcas y Caicos el 5 de junio de 2021.

## Palmarés

### Títulos nacionales
| Título            | Club        | País      | Año     |
| ----------------- | ----------- | --------- | ------- |
| Copa de Dinamarca | SønderjyskE | Dinamarca | 2019-20 |